# پارک ملی دیلیجان
پارک ملی دیلیجان (انگلیسی: Dilijan National Park) یکی از چهار پارک ملی حفاظت شده در جمهوری ارمنستان است. این پارک با مساحت ۲۴۰ کیلومتر مربع در استان تاووش واقع شده است این پارک به خاطر چشم‌اندازهای جنگلی، تنوع زیستی غنی، چشمه‌های آب‌های معدنی درمانی و آثار تاریخی طبیعی و فرهنگی اش شناخته شده است.

## تاریخچه
پارک ملی دیلیجان در سال ۲۰۰۲ تأسیس شد.

## جغرافیا
این پارک ملی تا دامنه‌های رشته کوه‌های پامباک، آرگونی، میاپور، ایجوان (کائنی), و هالاب در ارتفاع ۱۰۷۰–۲۳۰۰ متری از سطح دریا امتداد می‌یابد.

## گیاهان
گیاهان پارک ملی دیلیجان شامل ۹۰۲ گونه آوندداران هستند که عبارتند از: کاج‌های زمینی (۱)، Horse-tails(1)، سرخسیان (۱۲)، بازدانگان (۷) و گیاهان گلدار (۸۸۱). حدود ۴۰ گونه نادر در این منطقه وجود دارد.
۲۹ گونه از گیاهان در سیاهه قرمز گونه‌های در معرض خطر ارمنستان و ۴ گونه نیز سیاهه قرمز گونه‌های در معرض خطر اتحاد جماهیر سوسیالیستی شوروی ثبت شده ست.

## جانداران
پارک ملی در زمین جانداران نیز غنی است. ۸۰۰ گونه قاب‌بالان در این پارک وجود دارد.

## بناهای یادبود فرهنگی
مهمترین بناهای یادبود فرهنگی که در پارک ملی دیلیجان واقع شده‌اند عبارتنداز: صومعه هاغارتسین (متعلق به سده ۱۰–۱۳ میلادی)، صومعه گوشاوانک (متعلق به سده ۱۲–۱۳ میلادی)، صومعه جوختاک وانک (متعلق به سده‌های ۱۱–۱۳ میلادی، صومعه ماتوساوانک (متعلق به سده‌های ۱۰–۱۳ میلادی) و کلیسای آخنابات (متعلق به سده ۱۱ میلادی)